# Szent Péter és Pál apostolok templom (Giródtótfalu)
A giródtótfalui Szent Péter és Pál apostolok templom műemlékké nyilvánított épület Romániában, Máramaros megyében. A romániai műemlékek jegyzékében az  MM-II-m-A-04771 sorszámon szerepel.